# Egnasia ocellata
Egnasia ocellata là một loài bướm đêm trong họ Noctuidae.